# Alois Gonzaga z Lichtenštejna
Alois Gonzaga princ z Liechtensteinu (Alois Gonzaga Josef František de Paula Teodor princ z Lichtenštejna, německy Alois Gonzaga Joseph Franz de Paula Theodor Fürst von Liechtenstein); 1. dubna 1780 Vídeň – 4. listopadu 1833 Praha) byl rakouský generál. Od svých osmnácti let sloužil v císařské armádě, během napoleonských válek mnohokrát vynikl odvahou a již ve věku 28 let dosáhl hodnosti generála. Svou kariéru zakončil jako zemský velitel na Moravě (1826–1829) a v Čechách (1829–1833). V armádě dosáhl hodnosti polního zbrojmistra (1830), byl též rytířem Řádu zlatého rouna.

## Původ
Pocházel z rodu Lichtenštejnů, patřil k linii založené polním maršálem princem Karlem z Lichtenštejna (1730–1789), který vlastnil Moravský Krumlov, matka Marie Eleonora (1745–1812) patřila k německé knížecí rodině Oettingen-Spielberg. Stejně jako starší bratři vstoupil v raném mládí do armády (nejstarší bratr Karel byl v roce 1795 zabit v souboji, další bratr František padl v roce 1794 v Německu). Vynikl statečností v několika bitvách během válek s revoluční Francií a rychle postupoval v hodnostech (již v roce 1799 byl majorem a v roce 1800 podplukovníkem). Během tažení proti Napoleonovi v roce 1805 dosáhl hodnosti plukovníka. V únoru 1809 byl povýšen na generálmajora a znovu vynikl statečností během kampaně proti Napoleonovi. Po vážném zranění se zotavoval ve Vídni, a protože nebyl schopen transportu do bezpečí, během francouzské okupace Vídně padl do zajetí. Vzápětí byl propuštěn a osobně z rukou císaře Františka I. převzal komandérský kříž Řádu Marie Terezie. V roce 1813 projevil opět nevšední odvahu v bitvách u Drážďan a u Lipska, načež obdržel darem od cara Alexandra zlatý meč posázený diamanty. Téhož roku dosáhl hodnosti polního podmaršála a byl dekorován pruským Řádem černé orlice a ruským Řádem sv. Jiří. Na počátku roku 1814 jako velitel armádního sboru řídil blokádu Besançonu. Od mládí byl též rytířem Maltézského řádu a po skončení napoleonských válek byl diplomatickým zástupcem Maltézského řádu ve Vídni. Od prosince 1826 do července 1829 byl zemským velitelem na Moravě, v létě 1829 byl na pozici zemského velitele přeložen do Čech. V této funkci pobýval trvale v Praze, kde také zemřel. V roce 1830 byl povýšen na polního zbrojmistra, téhož roku obdržel Řád zlatého rouna.